# 曹誥 (隆慶進士)
曹誥（1534年—1580年），字仲宣，初號春宇，改號止海，直隸徽州府休寧縣曹村人，民籍，明朝政治人物。

## 生平
隆慶元年（1567年）丁卯科應天府鄉試第一百二十六名舉人。隆慶五年（1571年）中式辛未科會試第四十八名，三甲第二百八十九名進士。都察院觀政，授户部主事，萬曆五年（1577年）调礼部儀制司主事，奉命往江陵致祭张居正父亲，六年升员外郎，八年升郎中，奉差卒于揚州。

## 家族
曾祖曹貴，知縣；祖父曹顯政；父曹暹，母金氏。长子嗣义，次子嗣鸿，季子嗣轩，第四子嗣庚。